# インナーカルテット
『インナーカルテット』は、かわみなみによる『多重人格』を題材とした日本の少女漫画作品。『LaLa』にて1989年2月号から1990年3月号まで連載された。単行本は、同社の花とゆめコミックスから全3巻出版されている。英国を舞台にしたミニシアター系の映画を思わせる中編作品である。

## 概要
ダニエルは突然父方の従兄弟のステュワートに呼び出された。祖父の葬儀の日以来消息を絶っていたステュワートは過去3年間の記憶を失っており、彼はダニエルに「行方不明の間、自分が何をしていたかを調べて欲しい」と依頼した。
失踪後初めてステュワートが「我に返った」時、彼は「おそろしく下品な格好（カジュアルな服装）」をしてロンドンの下町に立っていたと語る。それならばさっそくそこに行ってみよう、と誘うダニエル。あくまで安全なところにいたがるステュワートだったが、他に調査のきっかけにできることがないと言われ渋々従った。
下町に着くと、なぜか道ゆく人はステュワートに「ジュリアン」と声をかける。ならず者に絡まれナイフをつきつけられるダニエルと逃げ腰になるステュワート。窮地に落ちた二人に異変が起きた。ステュワートがまるでが別人のように変貌をとげ、またたく間にならず者を押さえ込んでしまったのだ。ならず者さえも軽くいなしてしまう精悍な男。それがステュワートの持つ第二の人格「ジュリアン」だった。

## 登場人物
ダニエル（エーレ）
主人公。俳優崩れの脚本家。寡作であるためステュワートに「どうせ暇だろ?」と揶揄されている。
ステュワートの「自分探し」に興味本位で接して行くことになる。
ステュワート・ロレンス
伯爵家の跡取り息子。厳格な祖父に育てられ、尊大で鼻持ちならないわがままな若様に育ってしまった。他人とコミュニケーションを取るのが苦手で、運動神経はゼロ。パブリックスクール在籍時に失踪してしまったため遅れを取り戻すために猛勉強中。
自分が多重人格であると認識してからは他の人格を消すことを画策し始める。
ジュリアン
ステュワートの第二の人格。コックニーを話しダニエルを「旦那（Sir）」と呼ぶ。ステュワートが他人格と交代した際の記憶を失っているのとは対照的に、ジュリアンはステュワートの時に得た知識と記憶を持っている。処世術に長けており、トラブルに巻き込まれても腕っ節が強いので自力で解決できる。
映画の制作に興味を持ち始め、モデルの仕事をする傍ら映像を形にし続けている。消されたくないという思いが強いため、ダニエルを味方につけようとしている。
カーリーン
ステュワートの第三の人格。内気で繊細な女性。自分を卑下し、自らをスコットランドの魔女「カーリン」と称する。人格が初めて表に出た時の経験から男性恐怖症になってしまった。男性の身体を持つ自分を滑稽な存在だと思っており、ベルに憧れている。思いやりの深い性格で他の三人を見守っている。食事を作るのは主に彼女の仕事である。
ウルフ
ステュワートの第四の人格。人なつこい犬。寂しがりやのステュワートが昔かわいがっていた愛犬を自分の中に作りだした。
ベリンダ・フォーサイス（ベル）
ダニエルの秘書。俳優時代のダニエルの追っかけをしていた。かわいらしいが芯の強さも感じられる女性。アーセナルFCのファン。
フォートグラッデン伯爵
ステュワートの父で、ダニエルの父方の伯父。きさくで優しい好人物。ステュワートの主治医からステュワートが多重人格であることを知らされていたが、敢えてそのことをステュワートに告げなかった。ジュリアンとは一緒に食事をしたりもするが、引っ込み思案なカーリーンやウルフには直接会うことができずにいる。
エヴァン&ケヴィン
下町育ちの兄弟。何もすることがなくてつまらないと思いながら暮らしている中、ダニエルをカツアゲしたが上手く丸め込まれてしまう。
その後、ジュリアンのフィルムにも出演するようになった。

## 単行本
白泉社より刊行されている。

### 花とゆめCOMICS
- 第1巻（1989年3月初版発行） ISBN 9784592111580

Tea for Two 1
Tea for Two 2
Tea for Two 3
Tea for Two 4
はあどぼいるどカフェ
- 第2巻（1989年12月初版発行） ISBN 9784592111597

Blow in the WIND
Blow in the WIND
Blow in the WiND
Blow in the WiND
Blow in the WiND
We'll Be Together 1
- 第3巻（1990年9月初版発行） ISBN 9784592112631

We'll Be Together 2
We'll Be Together 3
We'll Be Together 4
We'll Be Together 5
すすめエスパーニャ!
一輪の花